# Charles-Henri Pobéguin
Charles-Henri Olivier Pobéguin est un explorateur de l’Afrique français, né le 26 février 1856 à Valence (Drôme) et mort le 25 juin 1951 à La Varenne-Saint-Hilaire (Val-de-Marne).

## Enfance et formation
Fils de Olivier Jean Pobéguin, alors adjudant au 26e de ligne en garnisons à Romans (Drôme), et de demoiselle Mathilde André, Henri Pobéguin est l’aîné de ses deux sœurs, Marie Louise née à Strasbourg le 6 février 1864 et Marguerite Amélie née à Romans le 19 août 1872. À la naissance, Olivier Jean Pobéguin reconnaît être le père, mais les enfants ne seront légitimés qu'au mariage de leurs parents, le 29 avril 1875 à Romans.
Il fait peu d’études et apprend beaucoup en autodidacte. À 18 ans, il s’engage pour cinq ans au 53e régiment d’infanterie caserné à Pau mais il part dans un bataillon détaché en Algérie ; il passe plusieurs mois à Tlemcen, où commence sa passion pour l’Afrique.

## Biographie
Après son service militaire, Henri Pobéguin trouve divers emplois à Paris et apprend notamment la topographie.
Il continue à s’intéresser à l’Afrique, plus particulièrement aux voyages et travaux d’explorateurs, tout en nouant des contacts.
En 1886, grâce à sa rencontre avec l’explorateur Brazza, il est engagé comme « agent auxiliaire à attributions spéciales » et affecté comme second à la mission chargée d’effectuer la première étude d’un chemin de fer de Loango à Brazzaville, projet qui n’aboutira qu’en 1934. Une fois sur place, outre son travail, Henri Pobéguin s’intéresse à tout ce qui l’entoure, l’histoire naturelle, la flore, la faune, les insectes, les oiseaux, les minéraux à travers la récolte d’échantillons, la photographie, le dessin et l’aquarelle. Grâce aux études sur les trajets possibles du chemin de fer, il établit aussi une carte complète de la région de la côte jusqu’au fleuve Congo. Il poursuit sa mission jusqu’en 1887 avec le nivellement du Kouilou et l’étude d’un barrage destiné à supprimer les rapides.
Ensuite, Henri Pobéguin est chargé d’étudier l’établissement d’une route de commerce entre la Passa et l’Alima, il établit alors une carte des itinéraires entre l’Alima et l’Ogooué.
Le 1er novembre 1888, il est nommé Chef de Station de 2e classe au Congo français, chargé de l’administration de la région de Batah. Outre ses fonctions d’administrateur, Henri Pobéguin continue ses explorations, ses relevés cartographiques et ses recherches naturalistes. Jusqu’en 1890, il effectue le relevé de toutes les côtes du Congo de Massabé à la rivière Campo, et réalise un atlas des côtes du Congo français.
Il revient ensuite en France pour deux ans et, en janvier 1892, il est nommé administrateur à Grand Lahou puis à Tiassalé en Côte d’Ivoire. Il dresse là-bas la carte de la lagune de Grand-Lahou, du fleuve Bandama jusqu’à Tiassalé et un atlas des côtes de la Côte d’Ivoire.
En 1897, Henri Pobéguin est chargé de l’administration du Protectorat de la Grande Comore ; il continue d’allier ses fonctions et ses recherches sur l’histoire et l’ethnographie de la Grande Comore, la faune et la flore.
Il quitte la Grande Comore fin 1898 et est nommé administrateur du Cercle de Timbo, en Guinée française, en octobre 1899, où il continue ses relevés cartographiques.
En 1911, un décret le met en retraite anticipée sans explication.
Malgré tout, l’explorateur continue de travailler en Afrique grâce à ses contacts pendant encore quinze ans sur des missions d’intérêt économique pour des sociétés privées.
Henri Pobéguin se retire à La Varenne-Saint-Hilaire, où il a rassemblé objets et souvenirs d’Afrique, pour y mener une vieillesse paisible. Au début de 1951, le Gouvernement lui décerne la cravate de Commandeur de la Légion d’Honneur.
Il décède le 25 juin 1951 à La Varenne-Saint-Hilaire.

## Vie de famille
Henri Pobéguin épouse Fernande Ogée, professeur de musique à Paris en 1904. Ils auront une fille, Thérèse, qui deviendra Maître de recherche honoraire au C.N.R.S.
Il est le cousin d'Émile Pobéguin, géographe et explorateur.

## Décorations
- Commandeur de la Légion d'honneur (15 janvier 1951)[1]
- Officier de l'Instruction publique
- Chevalier de l'ordre du Mérite agricole
- Médaille coloniale
- Commandeur de l'ordre de l'Étoile noire

## Prix
- 1892 : prix Alphonse de Montherot (grande médaille d’argent de la Société de Géographie pour ses levés exécutés dans le Congo français)
- 1897 : nommé Membre correspondant du Muséum d’Histoire Naturelle (grâce à plus de 3000 envois de spécimens de botanique et de zoologie)
- 1906 : grande médaille d’argent de la Société d'acclimatation de France pour ses études d’acclimatation de plantes industrielles et sa création de jardins d’essais sur le Niger de 1900 à 1905
- 1906 : médaille d’argent à l’Exposition coloniale de Marseille pour la création et la direction d’une école professionnelle à Timbo

## Publications et projets d’édition
- Atlas des Côtes du Congo français en 24 feuilles, édité par le Service Océanographique des Colonies, 1890
- Atlas des Côtes de la Côte d’Ivoire en 12 feuilles, 1896
- Projet d’édition : manuscrit de 400 pages de renseignements fondamentaux sur l’histoire et l’ethnographie de la Grande Comore, 1898

Publications :
- Essai sur la flore de la Guinée française, produits forestiers agricoles et industriel, Paris, A. Challamel, 1906
- Les plantes médicinales de la Guinée, Paris, A. Challamel, 1912